# Atropină
Atropina este un alcaloid cu nucleu tropanic, fiind de fapt amestecul racemic al hiosciaminei. Din amestecul racemic se separă prin extracție cu benzen.
Atropina este folosită în medicină ca antidot în intoxicații cu muscarină pentru blocarea rolului exagerat al parasimpaticului stimulat de excesul de acetilcolină, care este produs și de intoxicațiile cu organofosforice ca paration, tabun sau sarin. Atropina se mai poate utiliza în timpul narcozei în cazul unei reduceri a frecvenței cardiace, ca antiasmatic nemaifiind folosit deoarece derivatele sale sunt suportate mai ușor.
În oftalmologie se folosește ca dilatator al pupilei, utilizat la examenele oculare, datorită abilității sale de a produce midriază. 
Este folosit ca tratament in toxidromul colinergic si de primă intenție în tratamentul bradiaritmiilor, utilizarea în stopul cardiorespirator prin activitate electrică fără puls sau a asistolei nu mai este indicată în prezent.